# روشيل سوندرز
روشيل سوندرز (بالإنجليزية: Rochelle Saunders)‏ هي مجدفة نيوزيلندية، ولدت في 21 مايو 1975.

## وصلات خارجية
- روشيل سوندرز على موقع الاتحاد الدولي للتجديف (الإنجليزية)